# Bonaventure Kalou
Bonaventure Kalou (12 de enero de 1978, Oumé) es un exfutbolista marfileño, que jugaba en la posición de delantero. Inició su carrera jugando en la primera división de su país. Pero rápidamente pasó a la segunda división del fútbol holandés con el Excelsior Rotterdam, luego de lo cual fue comprado por el también club holandés Feyenoord, de la misma ciudad, donde jugó por seis temporadas. Durante las temporadas 2003/2004 y 2004/2005 jugó por el club francés AJ Auxerre. En junio de 2005, fue transferido al Paris Saint-Germain.
Participó en 1997 por su país en el Campeonato Mundial Juvenil organizado por la FIFA, y fue además seleciconado para jugar la Copa Mundial de Fútbol de 2006.
Su hermano, Salomon Kalou, juega para el AS Arta/Solar7.

## Selección nacional
Ha sido internacional con la selección de fútbol de Costa de Marfil, ha jugado 51 partidos internacionales y ha anotado 12 goles.

## Participaciones en la Copa del Mundo
| Mundial                        | Sede     | Resultado    | Partidos | Goles |
| ------------------------------ | -------- | ------------ | -------- | ----- |
| Copa Mundial de Fútbol de 2006 | Alemania | Primera fase | 2        | 1     |

## Clubes
| Club                | País                   | Año       |
| ------------------- | ---------------------- | --------- |
| ASEC Mimosas        | Costa de Marfil        | 1997      |
| Feyenoord           | Países Bajos           | 1997-2003 |
| Auxerre             | Francia                | 2003-2005 |
| Paris Saint Germain | Francia                | 2005-2007 |
| Lens                | Francia                | 2007-2008 |
| Al-Jazira           | Emiratos Árabes Unidos | 2007-2008 |
| SC Heerenveen       | Países Bajos           | 2008-2010 |